# Johann Caspar Kerll
Johann Kaspar (von) Kerll (Adorf, Vogtland, 9 de abril de 1627 - Múnich, 13 de febrero de 1693) fue un compositor y organista alemán del barroco. 

## Educación
Nacido en una familia luterana, es probable que estudiara por primera vez con su padre, que era organista y posteriormente en Viena con Giacomo Valentini. 
Fue enviado a Italia por el emperador Fernando III para perfeccionar su arte con Giacomo Carissimi y Girolamo Frescobaldi , probablemente al mismo tiempo que Johann Jakob Froberger. Como él, se convirtió al catolicismo con el fin de ir a Roma, donde entró en contacto con el erudito jesuita Athanasius Kircher. 

## Etapa de madurez
En una estancia en Bruselas, fue convocado por Leopoldo Guillermo de Austria, gobernador de los Países Bajos y hermano del emperador. En 1649-50, va a Dresde en compañía de Froberger. En 1656 fue nombrado maestro de capilla de la corte del Elector de Baviera en Múnich hasta 1674.  
Casado dos veces, su primera esposa tuvo ocho hijos, falleciendo en 1679 y se volvió a casar pocos años después. 
Fue nombrado caballero en 1664. Luego se trasladó a Viena donde se convirtió en organista de la Catedral de San Esteban (Johann Pachelbel fue su asistente) y de la Corte Imperial.  
Desde 1684 pasó la mayor parte de su tiempo en Múnich. Kerll fue en su tiempo uno de los músicos más famosos de Alemania.  
Por el testimonio del segundo hijo de Johann Sebastian Bach, Carl Philipp Emanuel, se sabe que se tenía gran respeto por la música de Kerll.  

## Obra
Lo que se ha conservado muestra a un músico con talento. Haendel reutiliza el tema de un soneto suyo en su oratorio Israel en Egipto. Fue también un conocido organista y maestro: entre sus estudiantes se encuentran Bernardo Pasquini y tal vez Johann Joseph Fux. 
Su obra, dispersa en numerosos manuscritos y algunas piezas editadas, incluye misas (tres volúmenes), varios temas vocales de música religiosa, incluidos un Réquiem (dos volúmenes) y música instrumental para órgano, clavicordio e instrumentos de cuerda. También compuso varias óperas de éxito, pero muchos de sus obras probablemente se han perdido.
Una de sus misas, su Misa "In fletu solatium obsidionis viennensis" la compuso tras experimentar el asedio de las tropas otomanas a Viena en 1683.
- Ocho Toccatas
- Seis Canzones
- Capriccio sopra il Cucu
- Battaglia
- Chacona
- Passacaglia
- Cuatro Suites
- Ricercata
- Modulatio Organica super Magnificat octo ecclesiasticis tonis respondens
- 56 versos sobre un Magníficat
- Un Requiem